# Muikkusaari (ö i Päijänne-Tavastland, Lahtis, lat 61,57, long 25,60)
Muikkusaari är en ö i Finland. Den ligger i sjön Päijänne och i kommunen Sysmä i den ekonomiska regionen  Lahtis ekonomiska region  och landskapet Päijänne-Tavastland, i den södra delen av landet, 160 km norr om huvudstaden Helsingfors. Öns area är 2 hektar och dess största längd är 240 meter i sydöst-nordvästlig riktning.